# Saiki
Saiki (佐伯市?) è una città giapponese della prefettura di Ōita.